# Jenseits der Morgenröte
Jenseits der Morgenröte ist ein sechsteiliger Abenteuerfilm der ARD mit Julian Glover und Thomas Ohrner in den Hauptrollen. Regie bei der 1984 entstandenen Großproduktion führte Sigi Rothemund. Die Erstausstrahlung erfolgte von 7. Januar bis 11. Februar 1985 montags um 20.15 Uhr.

## Handlung
1648, der Dreißigjährige Krieg ist endlich vorüber, hat aber ein verwüstetes Mitteleuropa hinterlassen. Überall herrscht Hunger und Not, britische und niederländische Freischärler kapern oftmals deutsche Handelsschiffe. Sogar die immens reiche Augsburger Familie Fugger steht kurz vor dem Bankrott. Um nicht weiter die gefährlichen Handelsrouten über den Seeweg benutzen zu müssen, gilt es, neue Verbindungen in den Fernen Osten zu erschließen. Es muss unbedingt ein Handelsweg über Land in das ferne Riesenreich China erschlossen werden. Im Auftrag der Fugger soll Kilian von Roggenburg eine Expedition zum russisch-chinesischen Grenzfluss Amur anführen, an seiner Seite sein junger und noch unerfahrener Sohn Wolff in Begleitung des Paters Pereira. Nur einige wenige Männer begleiten den Trupp beim Aufbruch zu Pferde in die Terra inkognita im „Wilden Osten“.
Bereits wenig später scheint die Reise zum Scheitern verdammt, als Wolff die junge, reizvolle Polin Nadja kennenlernt, die ihm den Kopf verdreht. Sie befindet sich in der Gewalt von Krimtataren, aus der Wolff sie befreit. Mit dieser Eigenmächtigkeit gefährdet der junge Roggenburg schon frühzeitig die gesamte Expedition. Fortan geraten die Deutschen in eine Fülle von gefährlichen Zwischenfällen und Abenteuern, die sie meist an den Rand des Scheiterns führen. Zum Schutz vor wilden mittelasiatischen Rebellen und Räubern muss sich der deutsche Trupp bei einigen Kosaken verstecken. Doch als deren wohlwollender Clanführer von seinen eigenen Leuten überraschend abgesetzt wird, droht neue Gefahr. Nach Tausenden Kilometern erreichen die Männer und die Frau den Grenzfluss Amur. Dabei werden Kilian und sein Sohn Wolff aber von Nadja getrennt. Bei einem Fort nahe der Grenze zu China, wo sich Wolff, Nadja und Kilian wiedersehen, kommt es zum großen Showdown. Bei einer großen Explosion kommt die schöne Polin ums Leben.

## Entstehung
Die Dreharbeiten zu Jenseits der Morgenröte fanden im Sommer 1984 im jugoslawischen Nationalpark Plitvicer Seen statt, die Winteraufnahmen wurden zuvor in Ost-Finnland bei Lieksa gedreht. Die Fernsehgroßproduktion machte vor allem durch seine aufwändigen Kostümentwürfe von sich reden. Das große Personenlexikon des Films nannte in der Biografie von Irms Pauli rund 1000 Tataren-, Strelitzen- und Kosakenkostüme, die die bekannte Designerin gemeinsam mit Maja Galaso zu schneidern hatte. Die Musik stammt vom NDR-Sinfonieorchester unter der Leitung des Komponisten Roland Baumgartner. Der Hauptdarsteller Julian Glover war zuvor als Gegenspieler im James-Bond-Film In tödlicher Mission international bekannt geworden.
Folgen
1. Adler der Steppe
2. Spur der Leiden
3. Tödliche Taiga
4. Nadja
5. Gold und Tod
6. Der Drache speit Feuer

## Rezeption
„Kein Western sondern ein Eastern: Statt Lagerfeuerromantik, Hillbilly-Songs und Banjoklängen warten auf die Abenteurer in Sibirien Zwangstaufen, Kosakentänze, Schamanenzauber.“

„Na ja, es stehen uns noch fünf weitere Folgen über die Männer aus dem Weg nach Osten ins Haus. Die erste Folge war eine kleine Enttäuschung, ein erzwungener Einstieg für den ‚Eastern‘.“

Kay Weniger nannte Jenseits der Morgenröte eine „teure, wenngleich mißlungene, international finanzierte Großproduktion“, lobte allerdings die Kostümvielfalt.